# Varnhagensche Bibliothek

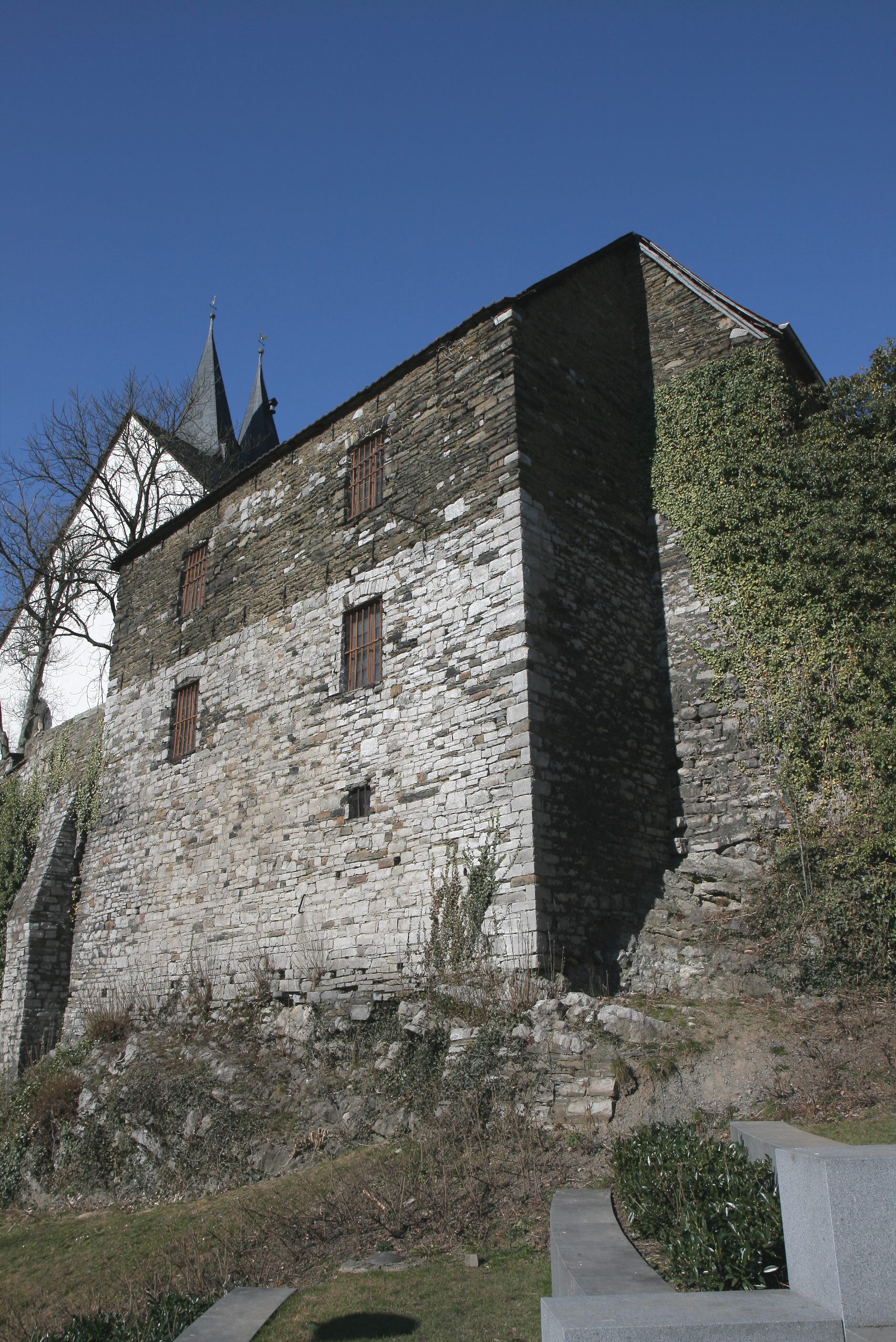
Burgmannshaus Am Bilstein

Die Varnhagensche Bibliothek ist eine historische Büchersammlung in Iserlohn. Sie besteht aus den Bibliotheken der Familien Varnhagen und Basse und ist nicht zu verwechseln mit der Berliner Bibliothek Varnhagen des Schriftsteller-Ehepaars Rahel und Karl August Varnhagen von Ense.
Heute befindet sich die Bibliothek im Besitz des evangelischen Gemeindeverbandes Iserlohn. Untergebracht sind die Bestände in einem ehemaligen Burgmannshaus in der Altstadt, dem ältesten weltlichen Gebäude Iserlohns.

## Geschichte
Die Familie Varnhagen stellte zwischen 1524 und 1801 die Vikare in Iserlohn.  Der Beginn der Sammlung geht vermutlich auf Dietrich Friedrich Varnhagen (1624–1691) zurück. In der ersten Zeit kam es nur zu unsystematischen Erwerbungen. Dies änderte sich in der Zeit von Jodokus Theodor Varnhagen (1649–1718) und Johann Theodor Hermann Varnhagen (1714–1779). Vor allem Johann Theodor baute die Bibliothek systematisch aus. Zur Sammlung hinzu kam 1784 die Bibliothek der Familie Basse, mit dem Schwerpunkt auf juristische Werke. Nach dem Tod von Reinhard Dietrich Varnhagen ging die Sammlung in den Besitz der Kirchengemeinde über. Im 19. Jahrhundert geriet die Bibliothek in Vergessenheit. Ihre Bedeutung wurde erst 1927 erkannt. Im Jahr 1937 wurde sie zu einem Depositum im Haus der Heimat in Iserlohn. In dieser Zeit erfolgte auch eine Kategorisierung des Bestandes. 
Seit 1981 wird die Sammlung im Archiv der Evangelischen Kirchengemeinde Iserlohn, nach deren Aufteilung des Evangelischen Gemeindeverbandes Iserlohn, aufbewahrt und ist nach Anmeldung zugänglich. Untergebracht ist die Bibliothek wie auch das Archiv des Evangelischen Gemeindeverbandes im früheren Burgmannshaus an der Stadtmauer. Das Burgmannshaus gilt als das älteste nicht sakrale Gebäude Iserlohns.

## Bestand

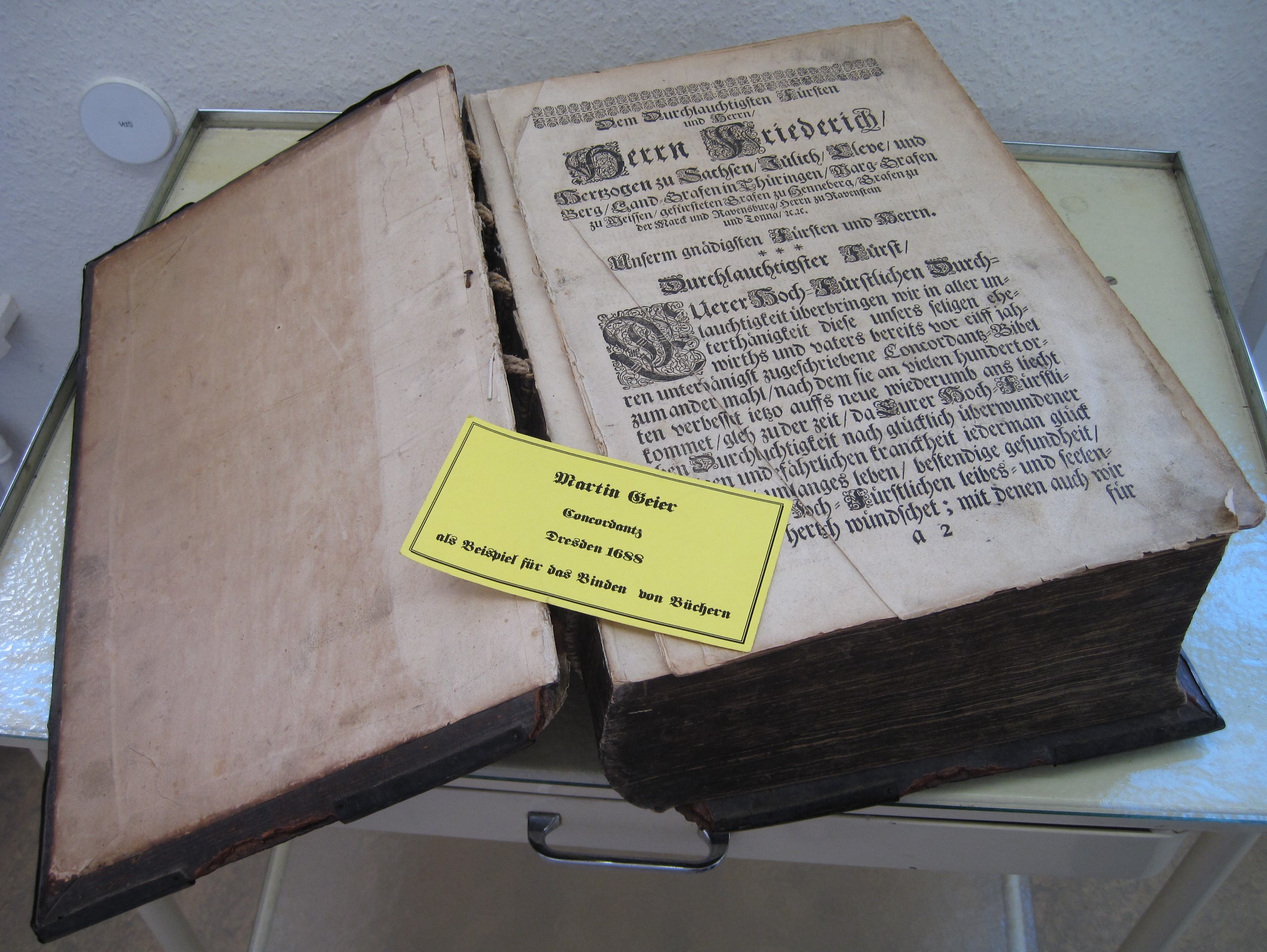
Konkordanz von 1688, die in der Bibliothek als Beispiel für das Binden von Büchern zur damaligen Zeit ausliegt.

Insgesamt umfasst die Sammlung etwa 1500 Bände. Davon sind 18 Handschriften und sieben Inkunabeln aus älterer Zeit. Aus der ersten Hälfte des 16. Jahrhunderts stammen etwa 40 Bände, aus der zweiten Hälfte 140 Titel. In die erste Hälfte des 17. Jahrhunderts lassen sich etwa 210 Bände datieren, in die zweite Hälfte des Jahrhunderts fallen 420 Bücher. Aus der ersten Hälfte des 18. Jahrhunderts stammen 410 Bücher und aus der zweiten Hälfte 320 Titel. Im 19. Jahrhundert kamen noch 10 Bücher hinzu und 40 Werke lassen sich nicht zuordnen.
Etwa die Hälfte der Bücher ist in deutscher Sprache verfasst, fast ebenso groß ist der Anteil in Latein. Etwa 3 % sind auf Französisch oder mehrsprachig. Der überwiegende Teil der Sammlung umfasst theologische Werke. 490 Bücher sind der allgemeinen und systematischen Theologie gewidmet. 610 Werke beschäftigen sich mit der praktischen Theologie. Die Exegetik umfasst 200 Bücher. Die Kirchen- und Dogmengeschichte ist mit 60 Bänden vertreten. Antike Autoren machen 120 Titel aus. Hinzu kommen naturwissenschaftliche und philosophische sowie einige historische Werke. Insgesamt machen die theologischen Werke 75 % des Gesamtbestandes aus.